# Bulgária hadereje

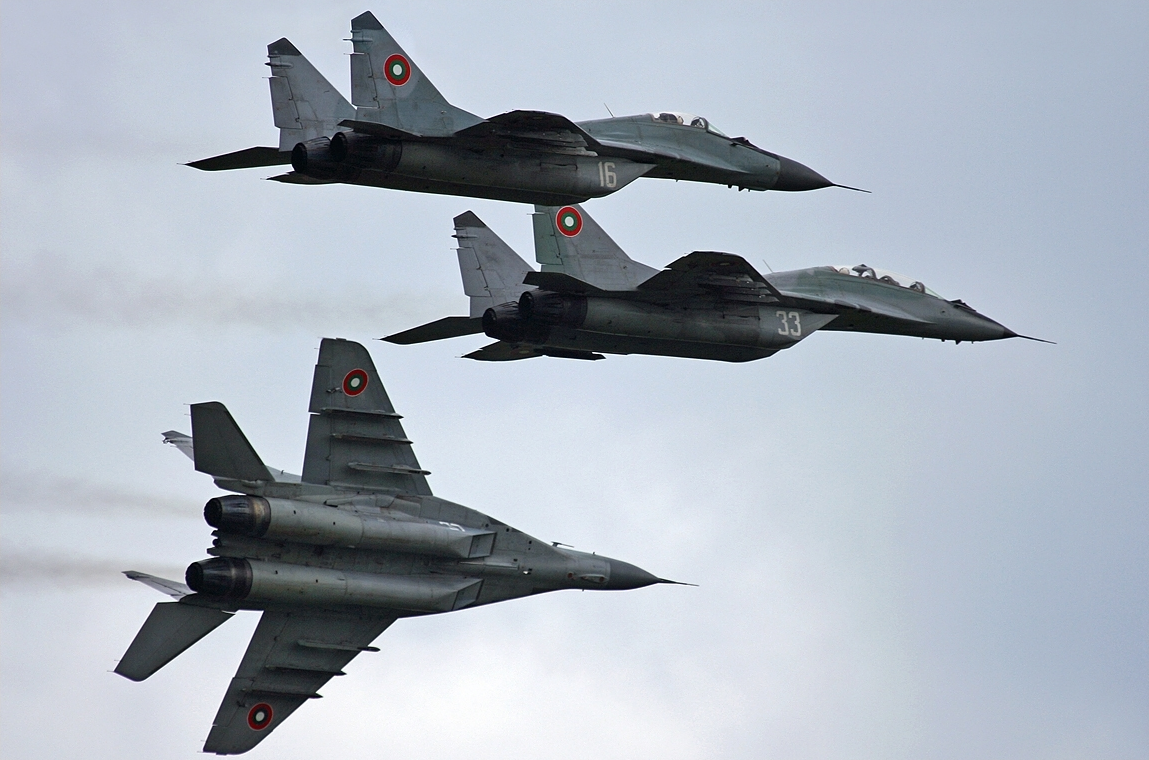
A bolgár légierő MiG–29-es gépei

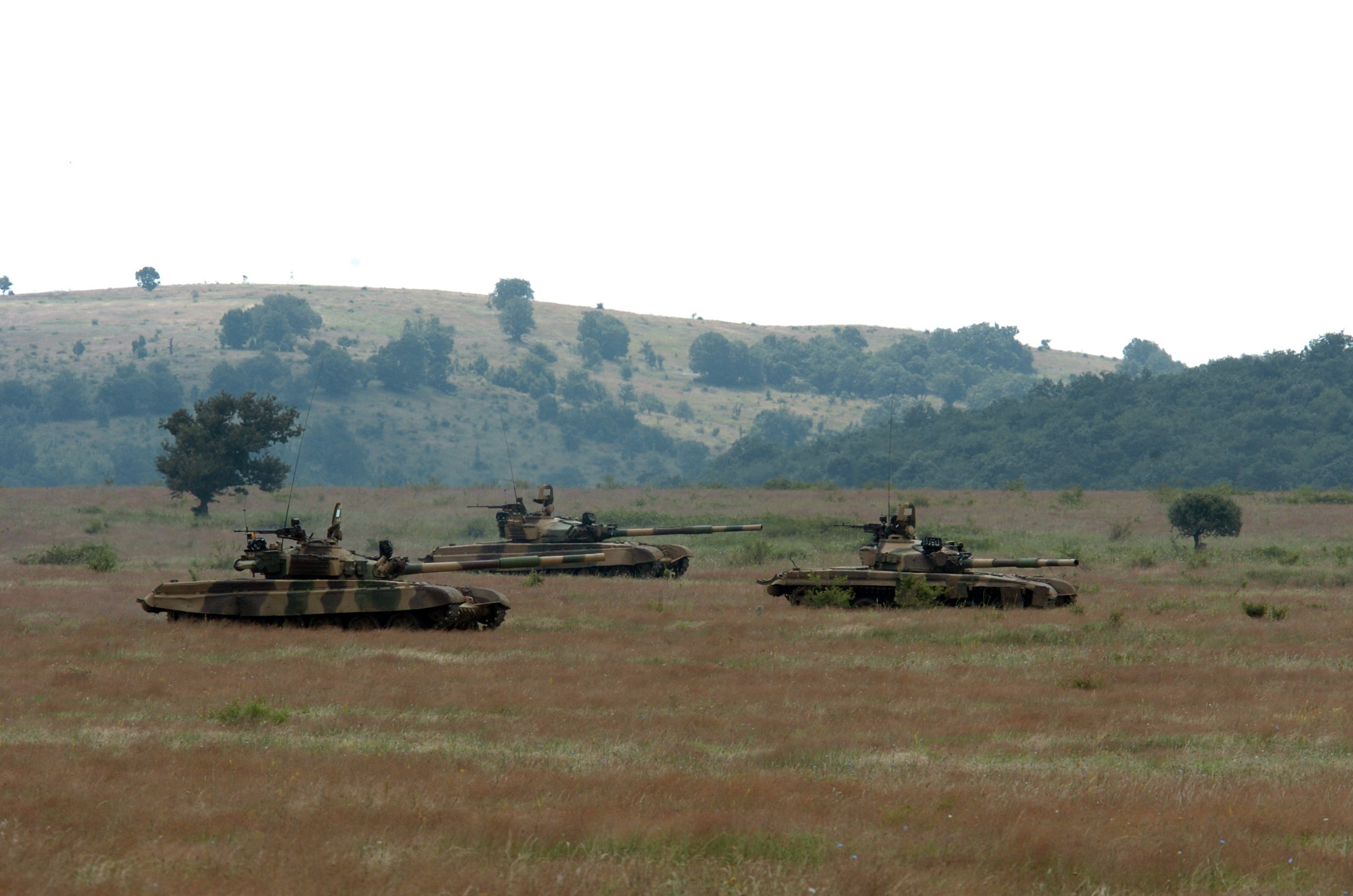
T–72-es tankok

Bulgária védelmét az önkéntes hadsereg látja el, melyet a szárazföldi alakulatok, a haditengerészet és a légierő alkot. A szárazföldi hadsereg két gépesített dandárból és nyolc független ezredből és zászlóaljból áll. A légierőnek hat légitámaszpontja van, 106 repülőgéppel. A NATO-csatlakozás előtt a haditengerészet felszereltsége erőteljesen leromlott állapotú volt, jobbára régi szovjet hajókkal rendelkezett. Később használt nyugati hadihajókat szereztek be, a nagyon régi két tengeralattjárójukat pedig leselejtezték. 1990-től többször is csökkentették az aktív állomány létszámát; ez 1988-ban még 152 000 fő volt, ami a 2000-es évekre 32 000 főre csökkent. A tartalékosok száma 302 500 fő. A légierő főképp MiG–29-es gépekkel, SZ–300-as légvédelmi rakétarendszerrel és SS-21 Scarab típusú ballisztikus rakétákkal rendelkezik. 2020-ra a kormány 1,4 milliárd dollárt kíván költeni új harci repülőgépekre, kommunikációs rendszerekre és a kiberhadviselés fejlesztésére. 2009-ben mintegy 819 millió dollárt költöttek a hadseregre.
2001-ben Bulgária hat KC–135 Stratotanker repülőgép és 200 fős személyzet állomásozását tette lehetővé a felségterületén az afgán háború idején. Ez volt az első alkalom a második világháború óta, hogy külföldi haderő állomásozott az országban. 2006 áprilisában Bulgária és az Amerikai Egyesült Államok aláírt egy védelmi egyezményt, mely két légitámaszpontot, egy logisztikai központot és két katonai kiképzőterületet közös katonai kiképzőterületté nyilvánított. Ugyanebben az évben a Foreign Policy magazin a bezmeri légitámaszpontot az amerikai légierő hat legfontosabb külföldi állomáshelye közé sorolta, a Közel-Kelethez való közelsége folytán. A NATO tagjaként a bolgár hadsereg külföldön is állomásoztat katonákat, legnagyobb létszámban Afganisztánban az ISAF részeként (383 fő).

## Összefoglaló adatok
- Katonai költségvetés (2007): 730 millió amerikai dollár, a GDP 2,6%-ka
- Teljes személyi állomány(2004): 45 000 fő
- Szolgálati idő: 9 hónap
- Mozgósítható létszám: 1,5 millió fő alkalmas harci szolgálatra.

## Szárazföldi erő: 20 000 fő
- A bolgár szárazföldi erőt a műveleti erők, a nyugati és a keleti, valamint a különleges erők parancsnoksága alkotja.
- A műveleti erők páncélos dandár, tüzér dandár, könnyű gépesített lövész dandár és logisztikai dandárból állnak.
- A keleti és a nyugati parancsnokságokat békeidőben fegyvernemi kiképzőközpontok alkotják, amelyek szükség esetén dandárokká alakulnak.

### Fegyverzet
Harckocsik:
- 732 db harckocsi
  - ebből 300 db T–55 és 432 db T–72

Páncélozott szállító harcjárművek:
- 114 db BMP–2, BMP–3
- 80 db BMP–1
- 900 db MT–LB
- 618 db BTR–60

Tüzérségi eszközök:
- 218 db 122 mm-es BM–21-es rakéta-sorozatvető
- 205 db 152 mm-es D–20-as ágyútarack
- 193 db 122 mm-es M–30 ágyútarack
- 687 db 2SZ1 Gvozgyika önjáró löveg

Páncéltörő fegyverek:
- 200 db irányított páncéltörő rakétaindító:
  - Maljutka
  - Fagot
  - Konkursz

## Légierő, légvédelem: 12 000 fő
A légierő állományába tartoznak a repülőerőkön kívül, a honi légvédelem rakéta egységei, és a honi légvédelem rádiótechnikai egységei.
Harcászati egységek:
- 1 légvédelmi parancsnokság
- 1 harcászatirepülő-parancsnokság
- 1 egy ellátó-kiképző parancsnokság

Repülők, helikopterek:
(A légierő állományában 150 harci gép van)
- 21 db MiG–29
- 32 db MiG–23
- több mint 70 db MiG–21-es más-más változatokból
- 39 db Szu–25 földi támogató repülőgép
- 8 db Szu–22 földi támogató repülőgép
- 25 db Mi–24 harci helikopter (Azonban nem ismert, hogy e harci repülőgépekből valójában hány példány repülőképes a bolgár légierőben.)
- 12 db Eurocopter AS532 Cougar helikopter
- 6 db Eurocopter AS565 Panther helikopter (a haditengerészetnél)
- Évenként mindössze az átlag repült órák száma 30-40.
- 20 körleten, mintegy 110 db indítóálványon:
  - Dvina, Nyeva, Volga és SZ–300 típusú légvédelmi rakéták.

## Haditengerészet: alig 4000 fő
A bolgár haditengerészet alapvetően partvédelmi feladatokat ellátó haderőnem.
Hajóállomány:
- 1 Pobeda-osztályú tengeralattjáró
- 1 Smel osztályú fregatt
- 7 korvett
- néhány parti őrhajó, aknarakó és aknakereső kishajó
- A haditengerészeti légierőt néhány Mi–14-es helikopter alkotja.